# Didymodon spathulatolinearis
Didymodon spathulatolinearis là một loài Rêu trong họ Pottiaceae. Loài này được (Müll. Hal.) Broth. mô tả khoa học đầu tiên năm 1902.